# Francisco Diego Maciel
Francisco Pancho Maciel (Buenos Aires, 17 de septiembre de 1977) es un ex futbolista argentino.

## Biografía
Francisco Maciel, además de haber sido futbolista, jugó al rugby en CUBA. En cuanto a sus estudios, fue al Colegio del Salvador y al San Pablo.
Maciel hizo su debut en la primera división argentina con Yupanqui luego pasó a Deportivo Español y jugó su primer partido el 8 de diciembre de 1996 contra Rosario Central. En 1998 fue contratado por el Club Almagro, donde jugó durante tres años. Transferido a Racing Club, en su primera temporada, el club ganó el Apertura 2001, el primer título para el club después de 35 años. En 2002, Maciel se trasladó a España, en donde consiguió el ascenso a primera división con el Real Murcia. En 2005 pasó por una temporada al RCD Mallorca. En 2006 regresó a Argentina y firmó un contrato con el Racing Club. Su segunda etapa con el mundo académico se prolongó hasta finales de 2007. Luego de eso se incorporó al Club Atlético Huracán hasta junio de 2008.

## Palmarés

### Torneos nacionales
| Título                     | Club        | País      | Temporada |
| -------------------------- | ----------- | --------- | --------- |
| Primera División Argentina | Racing Club | Argentina | 2001      |

### Otros logros
| Logro                      | Club         | País      | Año     |
| -------------------------- | ------------ | --------- | ------- |
| Ascenso a Primera División | Club Almagro | Argentina | 1999-00 |